# Elisabeth Petre
Elisabeth Petre, född Wærn 26 september 1835 i Steneby församling, Älvsborgs län, död 20 februari 1898 i Stockholm, var en svensk tecknare och akvarellmålare.
Hon var dotter till brukspatronen Carl Fredrik Wærn och Gustava Elisabeth Melin samt från 1861 gift med brukspatronen Knut Casimir Petre. Hon ansågs av sin samtid teckna med talang och humor och för eftervärlden framstår hon som en mycket flitig tecknare i tidstypisk stil. Hon utförde ett flertal teckningar som visade badlivet på Marstrand samt från omgivningarna runt Baldersnäs herrgård i Dalsland. Några av hennes teckningar reproduceras i bildserien Bohuslän och Dalarna på 1950-talet. Petre är representerad vid Jernkontorets samlingar med flera akvareller, tuschteckningar och blyertsteckningar.

### Noter

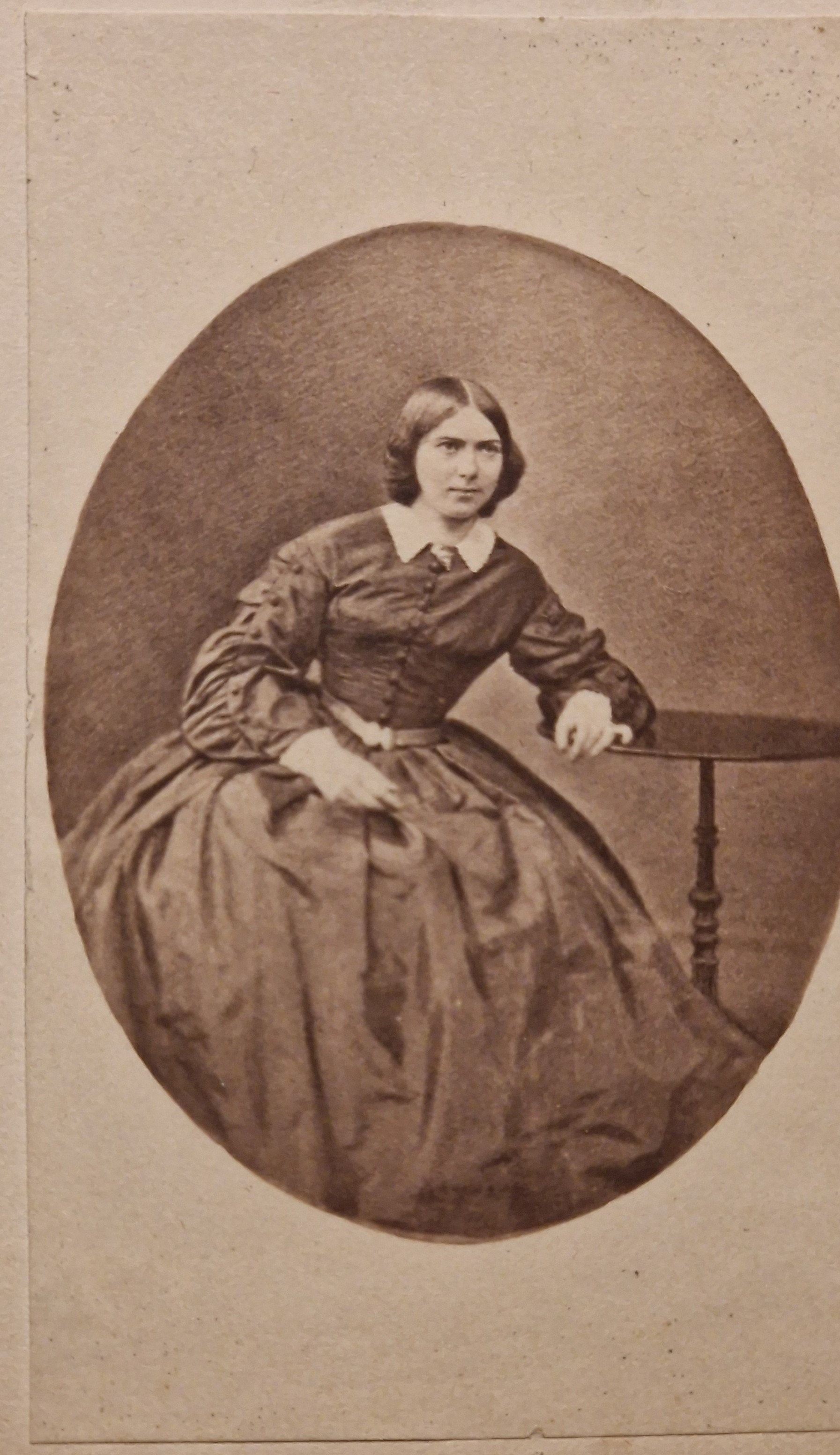
Elisabeth Petre omkring 1860.